# Doraturopsis
Doraturopsis är ett släkte av insekter. Doraturopsis ingår i familjen dvärgstritar.
Kladogram enligt Catalogue of Life:
| Doraturopsis | \| \| Doraturopsis heros \| \| \| \| \| \| Doraturopsis microcephala \| \| \| \| |
|              | \| \| Doraturopsis heros \| \| \| \| \| \| Doraturopsis microcephala \| \| \| \| |
|              | Doraturopsis heros                                                               |
|              |                                                                                  |
|              | Doraturopsis microcephala                                                        |
|              |                                                                                  |